# Théorie des locales
En mathématiques, la théorie des locales (ou théorie des lieux, ou parfois topologie sans points, en anglais : pointless topology) est une approche de la topologie issue de la théorie des catégories et évitant de mentionner les points ; certains des « espaces » (appelés  locales) étudiés par la théorie ne contiennent aucun point au sens usuel.

## Motivation
La définition traditionnelle des espaces topologiques (ayant pour objectif de formaliser les notions de limite et de proximité) consiste en un ensemble (les points) et une famille de sous-ensembles (les ouverts) vérifiant certaines propriétés (la stabilité par union quelconque et intersection finie) ; une définition alternative et équivalente consiste à associer à chaque point un ensemble de sous-ensembles, ses voisinages.  La théorie des locales part de l’image intuitive de « taches » plus réaliste que  celle de points sans dimension, mais plutôt que de les définir par une zone de flou entourant les vrais points, comme par exemple les halos de l'analyse non standard, ou comme le fait la théorie des ensembles flous, elle utilise des propriétés combinatoires, définissant une notion de proximité par intersection. Plus précisément les taches peuvent se « réunir », formant un treillis, qui vérifie de plus une loi de distributivité correspondant à une propriété des ensembles ouverts des espaces topologiques.

## Définition rigoureuse
L'objet de base est le cadre (en anglais : frame), un treillis complet (c'est-à-dire un ensemble partiellement ordonné tel que tout sous-ensemble possède une borne inférieure et une borne supérieure)  vérifiant en plus la loi de distributivité {\displaystyle b\wedge \left(\bigvee a_{i}\right)=\bigvee \left(b\wedge a_{i}\right)}. Les morphismes de  cadres sont les morphismes de treillis (c'est-à-dire les applications croissantes)  qui respectent les bornes inférieures pour tous les sous-ensembles et les bornes supérieures des ensembles finis (en particulier, elles respectent le plus grand et le plus petit élément du treillis).
Les cadres et leurs morphismes forment une catégorie (parfois notée Fram). La catégorie duale (notée Loc) a les mêmes objets et des morphismes « opposés » ; dans ce contexte, les objets sont appelés des locales ; ce sont donc les mêmes treillis complets (et non leur duals), seuls les morphismes diffèrent.

## Relation avec les espaces topologiques
Une topologie sur un ensemble {\displaystyle X} est un ensemble {\displaystyle \Omega (X)} de sous-ensembles, les ouverts de {\displaystyle X} (pour cette topologie). L'ordre définit par l'inclusion fait de {\displaystyle \Omega (X)} un cadre (la borne inférieure d'une famille d'ouverts est l'intérieur de leur intersection), et si  {\displaystyle f\colon X\to Y} est une application continue, l'application {\displaystyle \Omega (f)\colon \Omega (Y)\to \Omega (X)} définie par {\displaystyle \Omega (f)(U)=f^{-1}[U]} est un morphisme de cadres ; {\displaystyle \Omega } est donc un foncteur (contravariant) de la catégorie des espaces topologiques vers la catégorie des cadres. Le morphisme dual {\displaystyle \Omega ^{*}(f)\colon \Omega (X)\to \Omega (Y)} défini par {\displaystyle \Omega ^{*}(f)(V)=f[V]} est donc un morphisme de locales. Pour des espaces sobres (en) (et donc en particulier pour tous les espaces séparés), tous les morphismes de cadre sont de cette forme, et donc {\displaystyle \Omega ^{*}} est un plongement de la catégorie des espaces sobres vers celle des locales, ce qui justifie de considérer les locales comme des espaces topologiques généralisés. Une locale est spatiale si elle est isomorphe à un {\displaystyle \Omega (X)}, mais il y a beaucoup d'autres locales, et cette extension s'avère utile à la résolution de certains problèmes de topologie. 

## La théorie des cadres et des locales
La théorie des cadres et des locales fut créée à la fin des années 50 par Charles Ehresmann, Jean Bénabou, Clifford Hugh Dowker et Dona Papert, et devint au cours des décennies suivantes une branche active de la topologie, avec des applications inattendues en informatique théorique.
Beaucoup de concepts topologiques se prolongent aux locales, avec des théorèmes analogues. Mais certains résultats importants en topologie classique, comme le théorème de Tykhonov, qui dépendent de l'axiome du choix, sont vrais pour les locales sans cet axiome, et possèdent des démonstrations constructives, ce qui présente des avantages théoriques et même pratiques ; d'autres différences significatives viennent d'un comportement plus régulier d'espaces classiques ; ainsi, le paradoxe de Banach-Tarski n'existe pas pour les locales. 
Une autre divergence importante a lieu entre sous-espaces et sous-locales : le théorème de densité de John Isbell (en) affirme que toute locale possède une plus petite sous-locale dense ; ce résultat n'a absolument aucun analogue pour les espaces topologiques.